# Prenole
Prenole sind  isoprenoide Alkohole mit der allgemeinen Struktur H–[CH2–C(CH3)=CH–CH2]n–OH. Dabei gibt n die Zahl der Isopreneinheiten an, die zum Aufbau der Struktur erforderlich sind. Stammverbindung der Prenole ist Prenol mit n = 1. Liegt n über 4, werden die Verbindungen als Polyprenole bezeichnet. Nach der Nomenklatur der IUPAC hat ein Prenyl- bzw. ein Polyprenyl-Rest die allgemeine Struktur H–[CH2–C(CH3)=CH–CH2]n–. In der Literatur ist jedoch mit einem Prenyl-Rest oft nur eine Isopreneinheit (3-Methylbut-2-en-1-yl) gemeint.
Dolichole sind strukturell ähnlich den Polyprenolen, haben jedoch eine gesättigte α-Isopren-Einheit (2,3-Dihydropolyprenole) und bilden eine eigene Stoffgruppe.
Beispiele für Prenole sind Farnesol und Geranylgeraniol, die in verschiedenen Pflanzen vorkommen. Die Isopreneinheiten haben hier alle trans-Stellung. Bei Polyprenolen treten oft trans- und cis-Stellungen innerhalb eines Moleküls auf. Bei den Ficaprenolen, die im Gummibaum (Ficus elastica) vorkommen, liegt n bei 10 bis 12, wobei drei in trans- und der Rest in cis-Stellung vorliegt.
| Prenole und Polyprenole (Beispiele) |                 |
| Farnesol                            | Geranylgeraniol |
| Ficaprenol-11[5]                    |                 |